# Bobo Stenson
Bo Gustav Stenson (plus connu comme Bobo Stenson) est un pianiste de jazz suédois né à  Västerås le 4 août 1944.

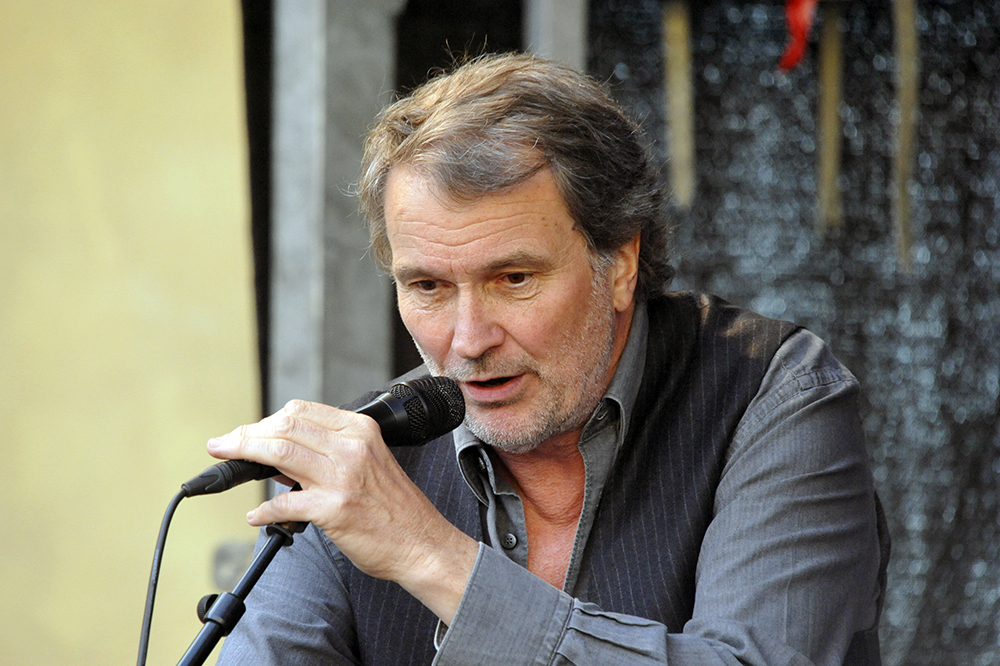
Bobo Stenson sur scène au Stockholm Jazz Festival 2010.

## Biographie
Stenson se fait remarquer dès 1963, après avoir fait ses débuts à Västerås, lorsqu'il commence à accompagner les nombreux américains de passage à Stockholm, en particulier Sonny Rollins, Stan Getz et Gary Burton. Il collabore aussi étroitement avec Don Cherry dès l'installation du trompettiste en Scandinavie.
Les années 1970 ont été une période fructueuse pour Bobo Stenson. Il joue dans une multitude de formations, en particulier Rena Rama, avec Palle Danielsson, et un trio très populaire avec  Arild Andersen et Jon Christensen, parfois agrémenté de Jan Garbarek.
Il fait également partie d'un quartet avec Jan Garbarek, Jon Christensen et Palle Danielsson, formé lors d'une jam session mémorable en Pologne en 1973, en marge du festival Warsaw Jazz Jamboree. Stenson décide alors de changer l'enregistrement du disque prévu en trio avec Jon Christensen et Palle Danielsson pour Manfred Eicher et le label ECM, en quartet en incluant Garbarek. Cela donnera le disque Witchi-Tai-To. Le quartet devient alors très populaire en norvège, donne des concerts et participe à des festivals, avec énormément de succès. Le groupe est élu meilleur groupe de jazz dans Jazz Forum. Le quartet commence également un travail avec le poète Jan Erik Vold. En 1974, Keith Jarrett choisit Jan Garbarek, Jon Christensen et Palle Danielsson comme partenaires pour son quartet européen, créeant ainsi un quartet très similaire à celui de Stenson. Les deux groupes existent alors un temps en parallèle, ce qui crée quelques difficultés pour Stenson, auquel on demande parfois de jouer le rôle de Keith Jarrett. Le groupe enregistre un autre disque pour ECM, Dansere, avant de se dissoudre, en partie à cause des manques de disponibilité de Jan Garbarek.
En 1988, il se joint au Quartet de Charles Lloyd et en 1996 au sextet de Tomasz Stańko.
Il dirige actuellement son propre trio avec le contrebassiste Anders Jormin et le batteur Jon Christensen. Pour son disque Goodbye de 2005, il invite le batteur Paul Motian à venir remplacer Jon Christensen.
Bobo Stenson a reçu en 2001 le prix Bobby-Jaspar de l’Académie du jazz, qui récompense l’ensemble de l’œuvre d’un soliste européen.

## Discographie partielle

### En tant que leader ou coleader
- 1971 : Underwear (en) (ECM)
- 1971 : Sart avec Jan Garbarek, Terje Rypdal, Arild Andersen et Jon Christensen (ECM)
- 1973 : Witchi-Tai-To avec Jan Garbarek (ECM)
- 1975 : Dansere avec Jan Garbarek (ECM)
- 1977 : Ingenting Bjeller avec Jan Garbarek
- 1983 : The Sounds Around the House (Caprice)
- 1986 : Very Early (Dragon)
- 1993 : Reflections (en) (ECM)
- 1997 : War Orphans (en) (ECM)
- 2000 : Serenity (en) (ECM)
- 2005 : Goodbye (en) (ECM)
- 2007 : Cantando (en) (ECM)
- 2008 : Indicum (en) (ECM)
- 2018 : Contra la Indecisión (en) (ECM)

### En tant que sideman
Avec Charles Lloyd
- 1989 : Fish Out of Water (en) (ECM)
- 1991 : Notes from Big Sur (en) (ECM)
- 1993 : The Call
- 1994 : All My Relations (en) (ECM)
- 1994 : Canto (en) (ECM)

Avec Don Cherry
- 1993 : Dona Nostra (en) (ECM)